# معوية كيبكية
مكورة معوية كيبكية (الاسم العلمي:Enterococcus quebecensis) هي نوع من البكتيريا تتبع جنس المكورة المعوية من فصيلة المكورات المعوية.